# RoboStrike
Robostrike es un juego de estrategia y acción MMOG (Massive Multiplayer Online Game en inglés) francés que tiene versiones en inglés, español, alemán, francés, italiano, portugués y holandés, es completamente gratuito y no necesita ninguna instalación previa.

## El juego
El juego consiste en controlar un robot cuyas acciones y movimientos son programadas en un panel de comandos, inicialmente con 7 acciones (9 contando los giros, solo disponibles en turnos sin Turbo), pero con un máximo de 12 acciones, desbloqueables consiguiendo objetos dispersos por el mapa.

### Sala principal
Robostrike tiene una sala principal en el que se ven los jugadores conectados, los juegos activos y un chat para conversar con otros jugadores. Además, desde dicha sala principal se pueden ver los juegos activos, iniciar uno nuevo, unirte a uno creado por otro jugador y crear mapas.

### Desarrollo de la partida
Al iniciar una partida, todos los robots comienzan en el chip de partida, y tienen que programar 6 acciones en el tiempo de ronda (30, 45, 60, 75 o 90 segundos). Dependiendo del objetivo del juego, los robots deberán recorrer el mapa para o bien validar todos los chips, o conseguir objetos con los cuales destruir a su enemigo, cosa que también se puede hacer simplemente empujando a este hacia un precipicio.
Tiene un foro propio y cuenta con un ranking el cual fue reiniciado en noviembre del 2012.

### Tipos de juegos
En el juego hay 2 tipos de juegos: uno es de carrera (race) y el otro es de muerte súbita (deathmatch).
En los juegos de Muerte Súbita la condición de victoria es ser el último sobreviviente.
En las juegos de Carreras la condición de victoria es validar todos los microprocesadores (chips), aunque también se puede acabar la partida en el caso de ser el último sobreviviente.
Además, Robostrike contiene el juego solo o misión en donde se juega solo con el objetivo de acabar el mapa (en este caso son carreras) en el PAR (el menor número de movimientos posibles).

## Control y ítems
Cada jugador controla un robot y debe programar sus acciones. Además, puede obtener ítems extras.

### Controles del robot
Los controles que tienen los robots son:
Adelante: Mueve el robot una casilla hacia delante.
Atrás: Mueve el robot una casilla hacia atrás.
Girar a la izquierda: Gira el robot a la izquierda 90°. (Este movimiento se convierte en izquierda mientras se usa el turbo)
Girar a la derecha:Gira el robot a la derecha 90°. (Este movimiento se convierte en derecha mientras se usa el turbo)
Láser: Dispara un láser hacia adelante que daña un punto de vida. Tiene un uso ilimitado y no puede atravesar muros, repulsares u otros robots (sólo puede dañar un robot, a excepción de si hay 2 o más en una misma casilla que suele suceder en los primeros movimientos de una partida o cuando varios robots han muerto).
Blast: Arma que emite una explosión afectando a todos los robots alrededor de la casilla donde se encuentra el jugador. Tiene un uso limitado de 2 veces por turno. Su uso se anula si dos o más robots se encuentran en la misma casilla, lo cual solo pasa al revivir varios robots en el mismo chip, ya que usualmente los robots que van en la misma dirección se empujan en orden de movimiento
Turbo: Desplaza el robot varias casillas en la dirección mencionada (adelante, atrás, derecha o izquierda) según el número de veces realizados. Ejemplos: 1 turbo + derecha= en el segundo movimiento el robot se desplazará 2 casillas a la derecha. 4 turbos + atrás= en el quinto movimiento del turno el robot se desplazará 5 casillas hacia atrás.
Además, cada robot dispone de 3 vidas y 5 puntos de energía por cada una.

### Ítems extras
Durante una partida, se pueden conseguir 5 ítems extras que forman parte de los elementos de los mapas y, igual que cualquier control del robot, tienen efecto inmediato. Estos ítems sólo se pueden usar una vez por cada vez que se coja el ítem (una vez por turno) ya que se gastan y no se pueden acumular. Los ítems son los siguientes:
Bomba: Ítem que explota el final del turno y afecta en un rango de 3x3 y que daña y paraliza en el siguiente turno a los robots que se encuentran en ese rango. El daño depende del número de casillas a la que se encuentre el robot de la bomba:
-2 puntos de daño y un turno paralizado si se encuentra a 2 casillas de la bomba.
-3 puntos de daño y un turno paralizado si se encuentra al lado de la bomba.
-4 puntos de daño y un turno paralizado si se encuentra encima de la bomba.
Si el robot muere, no se encontrará paralizado en el siguiente turno. Además, si le afecta más de una bomba, se suma el daño de todas las bombas y sigue paralizado durante un turno.
X-cross: Dispara un doble láser en las 4 direcciones y daña 2 puntos de vida.
Láser Automático: Ítem que permite disparar automáticamente (a partir del siguiente movimiento) permitiendo disparar y hacer otros movimientos al mismo tiempo.
Movimientos especiales con el disparo automático:
-Disparo automático + láser: Doble láser (daña 2 puntos de vida).
-Disparo automático + X-cross: Triple láser adelante (daña 3 puntos de vida) y doble láser en las demás posiciones (daña 2 puntos)
Escudo: Ítem que genera un escudo de 3 puntos de protección para cualquier arma que daña la vida (láser, blast, bomba, X-cross) y láseres de los mapas. El efecto dura hasta el fin del turno o en el momento que el robot ha sido dañado por el valor de 3 puntos.
Regeneración: Ítem que permite regenerar 3 puntos de vida (hasta los 5 posibles) en el momento en que se usa.

### Prioridad de movimientos
Durante un movimiento de un juego hay movimientos que se ejecutan antes que otros. Esta es la prioridad:
1) Escudo, regeneración.
2) Disparo, blast o X-cross.
3) Movimientos de los robots.
4) Láser de los mapas.
5) Cintas de los mapas.
Además, el jugador que ejecuta antes sus movimientos hace los movimientos de empuje (por ejemplo, cuando dos robots van a la misma casilla en el mismo movimiento. En este caso, el robot que haya ejecutado sus movimientos primero iría primero en esa casilla y el que los ejecute segundo, le empujaría) primero.

## Mapas
Los juegos de Robostrike se juegan en mapas y, al igual que los tipos de juegos, hay dos tipos de mapas (de carreras y death match) y se diferencian porque el mapa de carreras tiene al menos dos microprocesadores o chips (y un máximo de 6) y los mapas death match solamente tienen uno.
En el juego hay 46 death match y 34 carreras públicas para escoger y jugar. Además, existe la posibilidad de añadir mapas hasta 30 mapas de otros jugadores en tus favoritos (sean o no públicos).
El tamaño de los mapas se define por las casillas que tiene y pueden ir desde 6x5 hasta 13x9, teniendo cualquier combinación posible entre estos dos tamaños.

### Creación de mapas
Cada jugador puede crear hasta un máximo de 30 mapas y compartirlos con los demás jugadores. Para ello se debe jugar cada mapa un mínimo de 10 veces y el jugador debe tener al menos 100 puntos.

### Elementos de los mapas
Los mapas están formados por varios elementos y son los siguientes:
Microprocesador o chip: Puede haber hasta 6 chips en un mapa y todos los mapas tienen al menos uno que es la posición inicial de los robots, al igual que la posición en la cual reaparecen al morir, y es el elemento que diferencia a las carreras de los death match. Los mapas death match tienen un solo chip y las carreras pueden tener desde 2 hasta 6. En las carreras se tienen que validar los chips estando un movimiento encima.
Girador: Gira el robot 90° a la izquierda (naranja) o a la derecha (azul).
Precipicio: Deja caer al robot y le hace perder una vida.
Muro: Bloquea los robots y los láseres. Hay 2 tipos de muros: uno grande que ocupa una casilla entera y otro que es como una pared y no ocupa ninguna casilla.
Ítems: Ítems extras explicados en el apartado ítems (bomba, regenerador, escudo, disparo automático y x-cross) que pueden ser fijos (siempre aparece el mismo) o al azar (cada vez que son cogidos hay un 20 % de posibilidades de que aparezca cada uno, así como cada uno tiene 20% de posibilidades de aparecer al inicio del juego).
Repulsor: Empuja el robot una casilla enfrente del repulsor.
Láser: Daña a los robots 1, 2 o 3 puntos de vida dependiendo del láser. Si hay varios robots en el láser, solamente se daña el robot que esté más cerca (o el último robot en llegar si es que todos están en el mismo casillero)
Cinta: Desplaza los robots una o dos casillas dependiendo del tipo de cinta: si es azul una casilla y si es lila dos casillas.

## Equipos
Robostrike es un juego individual y sólo tiene versión para jugar de forma individual (en todos los juegos solamente puede ganar un jugador), pero diferentes miembros de la comunidad han formado equipos para poder disputar juegos en equipo (por ejemplo 2 vs. 2 y 3 vs. 3), como son el equipo "elec", el equipo "spirit" y el equipo "best" (difunto).

## Ranking
Se pueden jugar las partidas de 2 maneras, con puntuación (ganas o pierdes puntos ganando o perdiendo, respectivamente) o sin puntuación (no ganas ni pierdes puntos). Junto con los puntos hay estrellas (un total de 12) que se consiguen según los puntos que se tengan y son de 3 colores: 4 azules, 4 amarillas y 4 naranjas.
Aparte, el juego dispone de un ranking en el cual aparecen las estrellas junto con los puntos, el número de victorias y el porcentaje de partidas ganadas en modo de puntuación.